# Theristus leptosoma
Theristus leptosoma är en rundmaskart. Theristus leptosoma ingår i släktet Theristus och familjen Monhysteridae. Inga underarter finns listade i Catalogue of Life.